# Ryōta Ichihara
Ryōta Ichihara (japanisch 市原 亮太 Ichihara Ryōta; * 25. Mai 1998 in Machida, Präfektur Tokio) ist ein japanischer Fußballspieler.

## Karriere
Ryōta Ichihara erlernte das Fußballspielen in der Universitätsmannschaft der Tōyō-Universität. Seinen ersten Profivertrag unterschrieb er am 1. Februar 2021 beim FC Imabari. Der Verein aus Imabari, einer Stadt in der Präfektur Ehime, spielte in der dritten japanischen Liga. Sein Drittligadebüt gab Ryōta Ichihara am 29. August 2021 (16. Spieltag) im Heimspiel gegen Azul Claro Numazu. Hier stand er in der Startelf und spielte die kompletten 90 Minuten. Das Spiel endete 0:0. Ende Juli 2022 wechselte er auf Leihbasis zum Regionalligisten Fukuyama City FC. Nach der Ausleihe kehrte er im Januar 2023 wieder zu Imabari zurück. Am Ende der Saison 2024 wurde er mit Imabari Vizemeister der dritten Liga und stieg somit in die zweite Liga auf.

## Erfolge
FC Imabari
- Japanischer Drittligavizemeister: 2024  ▲